# Ecteinascidia faaopa
Ecteinascidia faaopa är en sjöpungsart som beskrevs av Monniot 1987. Ecteinascidia faaopa ingår i släktet Ecteinascidia och familjen Perophoridae. Inga underarter finns listade i Catalogue of Life.